# Miquel Soler
Miquel Soler i Sarasols (Hostalets de Bas, Gerona, 16 de marzo de 1965) es un exfutbolista y actual entrenador español. Fue fichado en el verano de 2014 como entrenador del Real Club Deportivo Mallorca, aunque no llegó a comenzar la temporada, siendo destituido el 13 de agosto junto a su cuerpo técnico. En febrero de 2015 volvió a ser contratado por la entidad balear, dejando su puesto en junio.

## Trayectoria deportiva como jugador
Soler solía jugar de lateral izquierdo, que era su posición natural. Destacó en la Primera División española jugando primero con el RCD Español, y más adelante en el FC Barcelona. En Primera división disputó un total de 504 partidos, en 7 equipos diferentes, donde marcó 12 goles. Es el octavo jugador que más partidos ha disputado en esta competición en toda la historia. Es uno de los jugadores de mayor historial en la liga española, con un total de 504 partidos durante 20 años como futbolista de primera división. Soler conquistó dos ligas, dos Copas del Rey, dos Supercopas de España, una Recopa, una Supercopa de Europa y fue nueve veces internacional con España.
Fue 9 veces internacional con la selección española de fútbol, con la que disputó la Eurocopa de Alemania 1988. Soler formó parte de la plantilla del Mallorca que consiguió la mejor clasificación histórica del club, con un tercer puesto en la temporada 2000/2001 y que disputó la Champions League en la única presencia mallorquinista en la máxima competición europea, en la temporada 2001-2002.
Además, también jugó en la selección española de fútbol playa. 

### Clubes como jugador
- 1979-1983: U.E. Olot
- 1983-1985: RCD Español
- 1985-1986: CE L'Hospitalet
- 1986-1988: RCD Español
- 1988-1991: FC Barcelona
- 1991-1992: Atlético de Madrid
- 1992-1993: FC Barcelona
- 1993-1995: Sevilla FC
- 1995-1996: Real Madrid
- 1996-1998: Real Zaragoza
- 1998-2003: RCD Mallorca

### Palmarés
- 2 Liga española de fútbol
- 3 Copa del Rey
- 2 Supercopa de España
- 1 Supercopa de Europa de fútbol
- 1 Recopa de Europa

Miquel jugó otras tres finales europeas: 
- Subcampeón de la Copa de la UEFA en 1988 con el RCD Español
- Subcampeón de la Recopa de Europa en 1991 con el FC Barcelona
- Subcampeón de la Recopa de Europa en 1999 con el RCD Mallorca

## Trayectoria deportiva como entrenador
Desde 2011, Miquel Soler dirige al Mallorca B, que milita en la Tercera división balear tras descender la temporada anterior, tras el acuerdo alcanzado con el vicepresidente y responsable del área deportiva del club, Lorenzo Serra Ferrer. Soler regresa de esta forma al Mallorca, ahora en calidad de técnico del segundo equipo, ocho años después de su retirada como futbolista en 2003 y tras cinco temporadas como jugador bermellón.
En 2014, es nombrado como nuevo técnico del primer equipo. Sin embargo, no llegó a dirigir ningún partido oficial, puesto que fue despedido un mes después de su nombramiento después de un cambio en el accionarado del club.
Meses después, en febrero de 2015, vuelve a hacerse cargo del conjunto balear; sucediendo, irónicamente, a Valeri Karpin, el entrenador que previamente había sido elegido para ocupar su lugar. Dirigió al equipo en 18 partidos, obteniendo 6 victorias, 3 empates y 9 derrotas que bastaron para asegurar la permanencia, pero decidió no continuar en el banquillo del Iberostar Estadio.

### Clubs como entrenador
| Club                             | País   | Año       |
| -------------------------------- | ------ | --------- |
| Real Club Deportivo Mallorca "B" | España | 2011-2014 |
| Real Club Deportivo Mallorca     | España | 2014      |
| Real Club Deportivo Mallorca     | España | 2015      |